# Совершенная степень

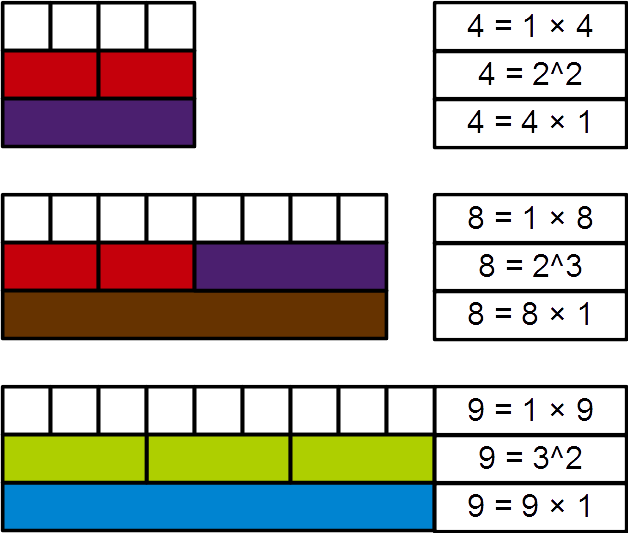
Демонстрация палочками Кюизенера природы совершенной степени чисел 4, 8 и 9.

Совершенная степень — положительное целое число {\displaystyle n}, являющееся целой степенью {\displaystyle k} положительного целого числа {\displaystyle m}: {\displaystyle n=m^{k}}. При {\displaystyle k=2,3} число {\displaystyle n} называется соответственно совершенным (полным) квадратом и совершенным кубом. Иногда числа 0 и 1 также считаются совершенными степенями (так как {\displaystyle 0^{k}=0} и {\displaystyle 1^{k}=1} для любого {\displaystyle k>0}).
Последовательность совершенных степеней может быть сформирована путём перебора возможных значений для {\displaystyle m} и {\displaystyle k}; первые несколько её членов (включая повторяющиеся):
{\displaystyle 2^{2}=4,\ 2^{3}=8,\ 3^{2}=9,\ 2^{4}=16,\ 4^{2}=16,\ 5^{2}=25,\ 3^{3}=27,} {\displaystyle 2^{5}=32,\ 6^{2}=36,\ 7^{2}=49,\ 2^{6}=64,\ 4^{3}=64,\ 8^{2}=64,\dots }
Первые совершенные степени без дубликатов таковы:
(иногда 0 и 1), 4, 8, 9, 16, 25, 27, 32, 36, 49, 64, 81, 100, 121, 125, 128, 144, 169, 196, 216, 225, 243, 256, 289, 324, 343, 361, 400, 441, 484, 512, 529, 576, 625, 676, 729, 784, 841, 900, 961, 1000, 1024, …

## Свойства
Сумма обратных совершенных степеней (включая дубликаты, такие как {\displaystyle 3^{4}=9^{2}=81}) равна 1:
{\displaystyle \sum _{m=2}^{\infty }\sum _{k=2}^{\infty }{\frac {1}{m^{k}}}=1},
что можно доказать следующим образом:
{\displaystyle \sum _{m=2}^{\infty }\sum _{k=2}^{\infty }{\frac {1}{m^{k}}}=\sum _{m=2}^{\infty }{\frac {1}{m^{2}}}\sum _{k=0}^{\infty }{\frac {1}{m^{k}}}=\sum _{m=2}^{\infty }{\frac {1}{m^{2}}}\left({\frac {m}{m-1}}\right)=\sum _{m=2}^{\infty }{\frac {1}{m(m-1)}}=\sum _{m=2}^{\infty }\left({\frac {1}{m-1}}-{\frac {1}{m}}\right)=1}.
Сумма ряда обратных величин совершенных степеней (не включая единицу) без дубликатов равна:
{\displaystyle \sum _{i}{\frac {1}{n_{i}}}=\sum _{k=2}^{\infty }\mu (k)(1-\zeta (k))\approx 0{,}874464368\dots },
где {\displaystyle \mu (k)} — функция Мёбиуса, а {\displaystyle \zeta (k)} — дзета-функция Римана.
Согласно Эйлеру, в одном из утерянных писем Гольдбах показал, что сумма чисел, обратных {\displaystyle n_{i}-1} из последовательности совершенных степеней {\displaystyle \{n_{i}\}} без единицы и дубликатов равна 1:
{\displaystyle \sum _{i}{\frac {1}{n_{i}-1}}={{\frac {1}{3}}+{\frac {1}{7}}+{\frac {1}{8}}+{\frac {1}{15}}+{\frac {1}{24}}+{\frac {1}{26}}+{\frac {1}{31}}}+\cdots =1},
иногда это утверждение называется теоремой Гольдбаха — Эйлера.
В 2002 году Преда Михэйлеску доказал, что единственная пара последовательных совершенных степеней — это {\displaystyle 2^{3}=8,3^{2}=9}, тем самым доказав гипотезу Каталана.
Нерешённая проблема — гипотеза Пиллаи, согласно которой для любого заданного положительного целого числа {\displaystyle k} существует только конечное число пар совершенных степеней, разность которых равна {\displaystyle k}.

## Выявление совершенных степеней
Выявление того, является ли данное натуральное число {\displaystyle n} совершенной степенью, может быть выполнено множеством различных способов с различными уровнями сложности. Один из простейших таких методов — рассмотреть все возможные значения для {\displaystyle k} по каждому из делителей числа {\displaystyle n} вплоть до {\displaystyle k<n}. Если делители {\displaystyle n} равны {\displaystyle n_{1},n_{2},\dots ,n_{j}}, тогда одно из значений {\displaystyle n_{1}^{2},n_{2}^{2},\dots ,n_{j}^{2},n_{1}^{3},n_{2}^{3},\dots } должно быть равно {\displaystyle n}, если {\displaystyle n} действительно является совершенной степенью.
Этот метод можно сразу упростить, вместо этого рассматривая только простые значения {\displaystyle k}, поскольку для составного {\displaystyle k=ap}, где {\displaystyle p} — простое число, {\displaystyle n=m^{k}} может быть переписано как {\displaystyle n=m^{k}=m^{ap}=(m^{a})^{p}}. Из-за этого следует, что минимальное значение {\displaystyle k} обязательно должно быть простым.
Если известна полная факторизация {\displaystyle n}, например, {\displaystyle n=p_{1}^{\alpha _{1}}p_{2}^{\alpha _{2}}\cdots p_{r}^{\alpha _{r}}}, где {\displaystyle p_{i}} — различные простые числа, то {\displaystyle n} — совершенная степень тогда и только тогда, когда {\displaystyle \gcd(\alpha _{1},\alpha _{2},\ldots ,\alpha _{r})>1} ({\displaystyle \gcd } — наибольший общий делитель). Например, для {\displaystyle n=2^{96}3^{60}5^{24}}: поскольку {\displaystyle \gcd(96,60,24)=12}, {\displaystyle n} — это совершенная 12-я степень (и совершенная 6-я степень, 4-я степень, куб и квадрат, поскольку 6, 4, 3 и 2 делят 12).